# ワライ語
ワライ語（ワライご、ワライ語: Winaray、英: Waray-Waray language）は、オーストロネシア語族の言語。フィリピンのレイテ島（レイテ州の東部と北部）、サマール島（サマル州、北サマル州、東サマル州）、ビリラン島（ビリラン州の東部）で話されている。語順はVSO型である。

## 概要
ワライ語は、通常はWaray-Waray（ワライワライ）と表記されるが、地元ではウィナライ語 (Winaray)、場合によってレイテ・サマール語 (L(in)eyte-Samarnon) ともよばれる。
大きく2つの大方言に分けられ、レイテ州およびサマール島南部を中心とするタクロバン方言とサマール島北部を中心とするカルバヨグ方言がある。両方言の境界線はサマール島内にあり、サマール島西部（西）サマール州においてはサンタ・マルガリータ町 (Sta. Margarita) からガンダラ町 (Gandara) のあたり、サマール島東部太平洋側においては東サマール州と北サマール州の州境周辺（北サマール州側）ラピニグ (Lapinig) のあたりである。
2009年時点でフィリピンにて出版されているワライ語関連文献・語学書のほとんどは、出版事情や学術事情の関係からタクロバン方言に基づいている。

### 言語名別称
- Binisaya
- レイテ＝サマール語 (Leyte-Samar)
- サマール＝レイテ語、サマル＝レイテ語 (Samar-Leyte)
- サマル語、サマール語 (Samaran)
- Samareño
- ワライ＝ワライ語、ワライワライ語 (Waray-Waray)
- ウィナライ語 (Winaray)

## 発音
子音15個、母音5個がある。

### 子音
b, k, d, g, h, l, m, n, ng [ŋ], p, r, s, t, w, y

### 母音
a, e, i, o, u

## 数
※"´"はアクセントの位置を表す
- 1 usá
- 2 duhá
- 3 tuló
- 4 upát
- 5 limá
- 6 unúm
- 7 pitó
- 8 waló
- 9 siyám
- 10 napúlo

## 標準語との比較
フィリピンでは､公用語である英語のほかに、1987年に成立した憲法において正式な国語としてフィリピノ語を制定した。フィリピノ語は実質的にはメトロ・マニラを中心として話されている地方語のひとつであるタガログ語を基にして採用された人工言語である。ここにフィリピノ語とワライ語の違いについての基本的な表現の比較を一例として列挙する。
- こんにちは（一日中）

ワライ語：Maupay nga adlaw.
フィリピノ語：Magandang araw.
- おはよう

ワライ語：Maupay nga aga.
フィリピノ語：Magandang umaga.
- こんにちは（午後～夕方にかけて）

ワライ語：Maupay nga hapon.
フィリピノ語：Magandang hapon.
- こんばんは

ワライ語：Maupay nga gab-i.
フィリピノ語：Magandang gabi.
- どうぞ

ワライ語：Sigi.
フィリピノ語：Sige.